# ピアネッロ・ヴァル・ティドーネ
ピアネッロ・ヴァル・ティドーネ（伊: Pianello Val Tidone）は、イタリア共和国エミリア＝ロマーニャ州ピアチェンツァ県にある、人口約2,200人の基礎自治体（コムーネ）。

## 地理

### 位置・広がり
町の大部分はティドーネ谷にあり、谷を流れるティドーネ川の右岸に位置している。

#### 隣接コムーネ
隣接するコムーネは以下の通り。
- アガッツァーノ
- アルタ・ヴァル・ティドーネ
- ボルゴノーヴォ・ヴァル・ティドーネ
- ピオッツァーノ

### 気候分類・地震分類
ピアネッロ・ヴァル・ティドーネにおけるイタリアの気候分類 (it) および度日は、zona E, 2703 GGである。
また、イタリアの地震リスク階級 (it) では、zona 3 (sismicità bassa) に分類される。

## 行政

### 分離集落
ピアネッロ・ヴァル・ティドーネには、以下の分離集落（フラツィオーネ）がある。
- Arcello, Azzano, Cà del Diavolo, Casa Bruciata, Casanova, Case Comaschi, Case Gazzoli, Case Gramonti, Case Rebuffi, Chiarone, Fontanese, Fravica, Gabbiano, Gadignano, Morago, Pradaglia, Rocca d'Olgisio, Rocca Pulzana, Santa Giustina, Vaie, Valle

## 歴史
川の合流点となったティドーネ周辺では青銅器時代から鉄器時代、次いでローマ帝国の時代と人々が居住していた。7世紀にはボッジオの聖コロンバーノ修道院領となり、その後11世紀にピアチェンツァのベネディクト派サヴィーノサン修道院領となった。1378年には抗争の結果、ジャン・ガレアッツォ・ヴィスコンティによってミラノ公国のその勢力下に入る。16世紀のイタリア戦争では戦場の一つになり、第二次世界大戦においてはピアチェンツァ師団の本部が置かれていたために砲撃の対象となった。砲撃により損傷したピアネッロ・ヴァル・ティドーネの要塞は1979年に補修されて今も姿を残している。

## 名所
- ウンベルト1世広場
- 劇場(10世紀建造)
- 教会(聖マウリツィオと聖コロンバーノを起源とし、その遺跡を1377年より増築、補修が継続して行われ、バロック様式を始めとする補修した各時代の特色が窺える)